# Wypowiedzi wieloznaczne
Wypowiedzi wieloznaczne – wypowiedzi, które mogą mieć różne znaczenia.
Mówiąc o wypowiedzi wieloznacznej, należy rozróżnić dwa rodzaje wieloznaczności: potencjalną i aktualną.

## Wieloznaczność potencjalna
Wieloznaczność potencjalna nie jest błędem logicznym, ponieważ są nią obdarzone poszczególne słowa jako takie. Wieloznaczność słowa może być źródłem błędu, lecz sama w sobie błędem nie jest.
Na przykładzie słowa „zamek” widoczny jest ten rodzaj wieloznaczności:
1. Akcja „Zemsty” Fredry dzieje się na zamku.
2. Rambo nie strzelił, ponieważ zaciął się zamek w jego karabinie.
3. Zamek w moich drzwiach nie chce się otworzyć.

Łatwo zauważyć, że to wieloznaczne słowo w każdym z przytoczonych wyżej zdań użyte jest w sposób jednoznaczny. Wieloznaczne słowo może zatem być użyte w sposób jednoznaczny. Nie chodzi więc o to, by nie używać wieloznacznych słów, a jedynie o to, by nie używać ich wieloznacznie.

## Wieloznaczność aktualna
Wieloznaczność aktualna jest błędem logiczno-językowym. Mówimy o niej w dwóch przypadkach, gdy:
1. Wieloznaczny jest kontekst danej wypowiedzi, tzn. wieloznaczne jest samo zdanie – pojedyncze – czy pytanie – pojedyncze – tworzące wypowiedź, nazywamy to wieloznacznością kontekstu;
2. Wieloznaczna jest wypowiedź w danym kontekście, tzn. wieloznaczny jest kontekst – składający się z kilku zdań – tworzący wypowiedź, nazywamy to wieloznacznością w kontekście.

### Wieloznaczność kontekstu
Wieloznaczność kontekstu posiada kilka odmian, z których najważniejsze to: amfibologia, wieloznaczność spowodowana wadliwym użyciem wyrażenia potencjalnie wieloznacznego, niedopowiedzenie.
- Amfibologia (amfibolia), zwana bywa również wieloznacznością składniową. Błąd ten polega na tym, że pewien element danej wypowiedzi może w niej pełnić równoprawnie przynajmniej dwie różne funkcje składniowe

Przykłady:
Zwiedziłem wieś koleżanki, która przywiązana jest do tradycji.
Kontekst zdania, o ile nie mamy żadnych dodatkowych informacji, nie pozwala na rozstrzygnięcie kto czy co (koleżanka lub wieś) przywiązane jest do tradycji. Wyraz „która” łączony może być zarówno z wyrazem „koleżanka”, jak i z wyrazem „wieś”.
Wszyscy ludzie nie są szczęśliwi.
Kontekst zdania, o ile nie mamy żadnych dodatkowych informacji, nie pozwala na rozstrzygniecie czy nie wszyscy ludzie są szczęśliwi, czy też wszyscy ludzie są nieszczęśliwi. Wyraz „nie” łączony być może zarówno z wyrazem „wszyscy”, jak i z wyrazem „szczęśliwi”.
- Wieloznaczność spowodowana wadliwym użyciem wyrażenia (słowa) potencjalnie wieloznacznego

Sama nazwa tego błędu jednoznacznie sugeruje jego znaczenie, które unaocznić można następującymi przykładami:
Gdy piłem drinka, zaczął padać deszcz; po chwili wyjąłem parasolkę.
Bez dodatkowych informacji nie wiadomo czy chodzi o parasolkę przeciwdeszczową czy parasolkę z drinka.
Uzbrojony w sztucer arystokrata polujący w pobliżu swojej rodowej posiadłości zauważył, że jego zamek uległ zniszczeniu.
Bez dodatkowych informacji trudno rozstrzygnąć, który zamek (część sztucera czy rodowa posiadłość) uległ zniszczeniu.
- Niedopowiedzenia

O niedopowiedzeniu mówimy wtedy, gdy opuszczamy jakiś element wypowiedzi, podczas gdy kontekst informacyjny, którego składnikiem jest pozostała część wypowiedzi, nie pozwala się tego elementu jednoznacznie domyślić.
Najczęstszą przyczyną niedopowiedzenia jest opuszczenie w wypowiedzi zwrotu kwantyfikującego (takiego jak: „każdy”, „żaden”, „pewien”, „niektórzy”, „wszyscy”, „nikt”, „zawsze” itp.), bez którego trudno zrozumieć daną wypowiedź.
Przykłady:
Zakres nazwy to zbiór jej desygnatów.
Powinno być: „wszystkich desygnatów”.
Ludzie młodzi nie lubią pracować.
Polacy są marzycielami.
Niedopowiedzenia niekiedy błędnie utożsamiane są z wyrażeniami eliptycznymi.
Wypowiedź eliptyczna jest wyrażeniem skróconym ze względu na dany kontekst informacyjny. Taka wypowiedź jest w określonym kontekście informacyjnym skrótem jednoznacznym, w przeciwieństwie do niedopowiedzenia, które właśnie ze względu na kontekst jest wyrażeniem wieloznacznym.
Przykładowo, gdy wchodząc do domu w mokrym ubraniu wypowiadamy zdanie: „Pada”, to wypowiedź ta jest jednoznaczna, mimo tego, że nie mówimy ani co pada, ani gdzie pada.

### Wieloznaczność w kontekście
Wieloznaczność w kontekście stanowi drugi rodzaj wieloznaczności aktualnej. Podstawową kategorię tego błędu stanowi ekwiwokacja.
Ekwiwokacja polega na tym, że:
1. pewne wyrażenie potencjalnie wieloznaczne występuje w danej wypowiedzi przynajmniej dwukrotnie;
2. przynajmniej w dwóch miejscach tej wypowiedzi jest ono użyte w różnych znaczeniach;
3. wypowiedź ta zakłada, że ów wieloznaczny jej element posiada w każdym miejscu, w którym jest w niej użyty, to samo znaczenie.

Głównym powodem popełniania ekwiwokacji jest sytuacja, w której jedno z pokrewnych znaczeń danego wyrazu (zwrotu) używane jest znacznie częściej niż drugie jego znaczenie, co powoduje, iż to pierwsze używane jest na mocy nawyku, nawet wtedy, gdy powinno być użyte znaczenie drugie.
Celem uniknięcia ekwiwokacji należy pamiętać o następującej regule: zanim użyjesz danego określenia w swojej wypowiedzi, zastanów się, czy w jej kontekście może on przybierać to znaczenie, w którym chcesz go użyć.
Przykłady:
(1) Arytmetyka zajmuje się m.in. dodawaniem liczb. Dodawanie liczb jest czynnością psychiczną, więc arytmetyka zajmuje się czynnościami psychicznymi.
W tym przypadku wieloznaczne jest wyrażenie „dodawanie liczb”. W zdaniu pierwszym użyte zostało w znaczeniu operacji matematycznej, konsekwencją której jest uzyskanie sumy liczb, zaś w zdaniu drugim jako pewna czynność psychiczna.
(2) Logika w szerokim znaczeniu oznacza dyscyplinę podającą prawa (zasady) i reguły poprawnego myślenia oraz poprawnego wypowiadania myśli. Poprawne myślenie oraz poprawne wypowiadanie myśli są czynnościami psychicznymi, więc logika zajmuje się czynnościami psychicznymi.
Komentarz podobny do zamieszczonego pod zdaniem (1).